# Sąd rejonowy

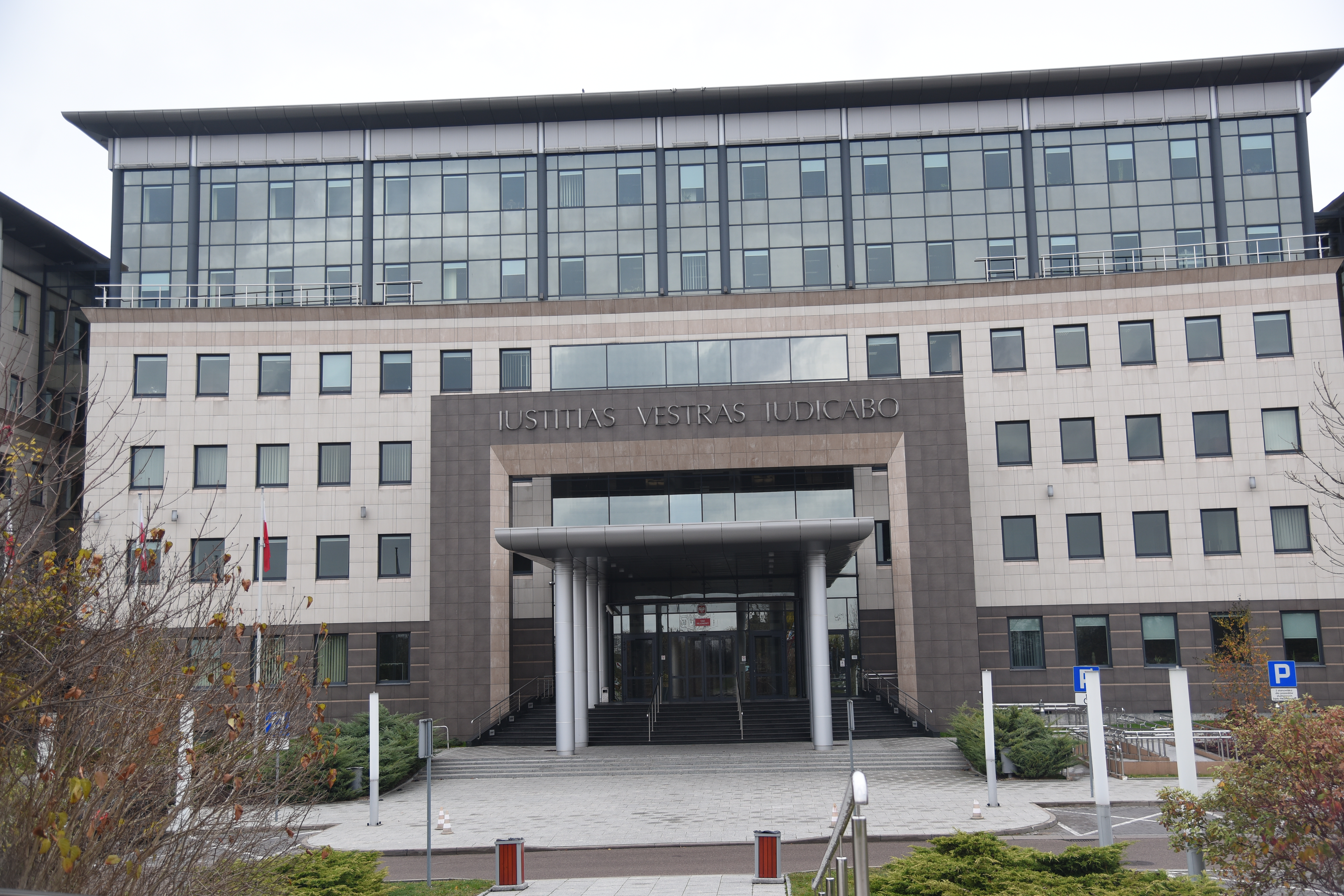
Siedziba Sądu Rejonowego w Białymstoku

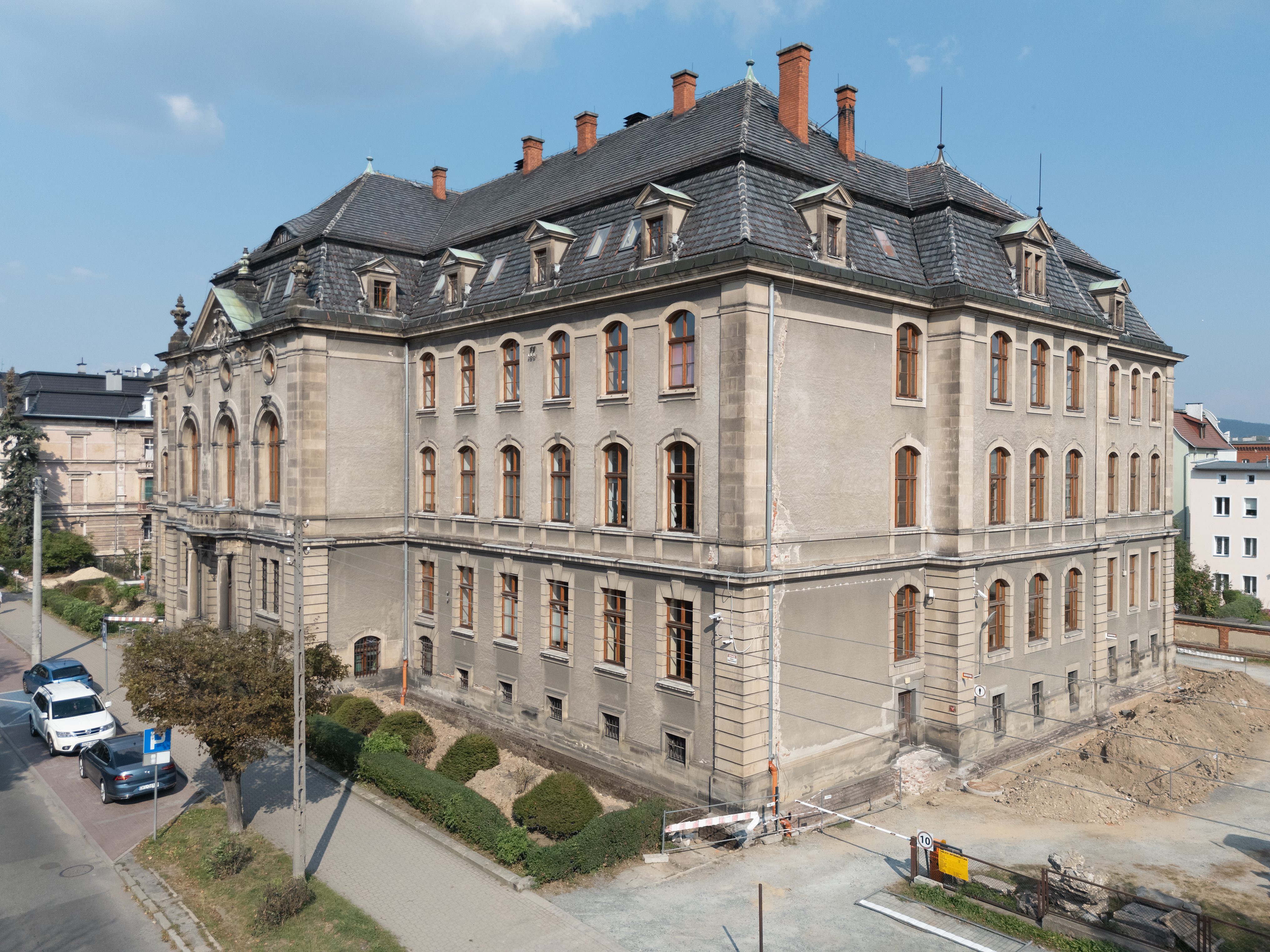
Siedziba Sądu Rejonowego w Kłodzku

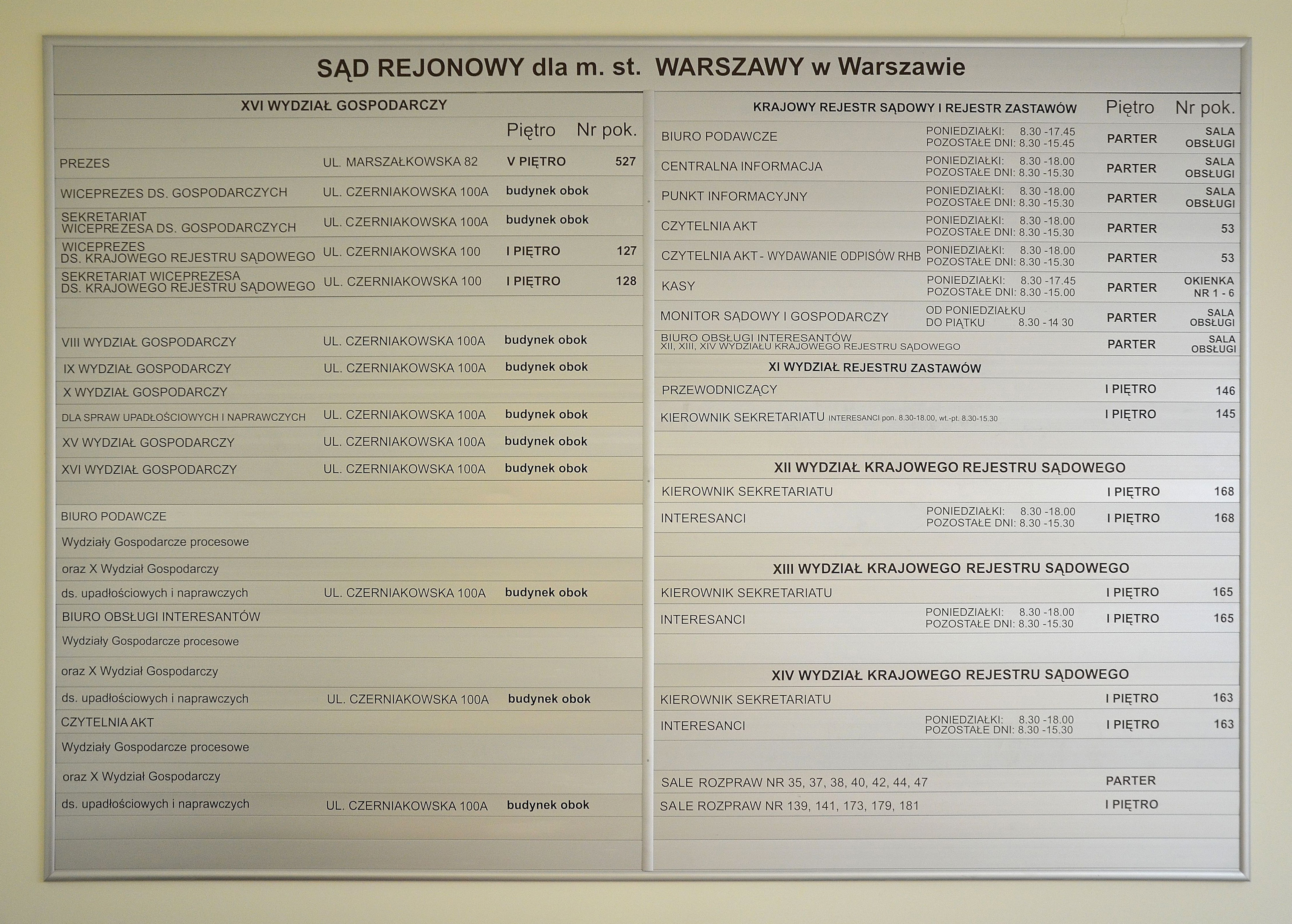
Tablica informacyjna w Sądzie Rejonowym dla m.st. Warszawy w Warszawie

Sąd rejonowy (w 1950–1975 Sąd Powiatowy) (skr. „SR”, 1950–1975 „SP”) – w polskim systemie wymiaru sprawiedliwości jeden z sądów powszechnych powołanych do rozpoznawania wszystkich spraw należących do sądów powszechnych, z wyjątkiem spraw zastrzeżonych dla sądów wyższych instancji.
Instancją odwoławczą od orzeczeń sądu rejonowego jest sąd okręgowy.
Sądy rejonowe tworzy i znosi Minister sprawiedliwości po zasięgnięciu opinii Krajowej Rady Sądownictwa w drodze rozporządzenia. Obszar właściwości sądu rejonowego obejmuje obszar jednej lub więcej gmin. W uzasadnionych wypadkach w jednej gminie można utworzyć kilka sądów. Poza siedzibą sądów rejonowych Minister może tworzyć wydziały zamiejscowe.
W skład kierownictwa sądu rejonowego (organy sądu rejonowego) wchodzą: prezes, wiceprezesi, dyrektor. W sądach rejonowych zatrudnieni są: sędziowie, asesorzy sądowi, referendarze, asystenci sędziego, kuratorzy, pracownicy administracyjni (urzędnicy) oraz pracownicy obsługi.
Sąd rejonowy dzieli się na wydziały (w zależności od potrzeb):
- cywilny,
- karny,
- rodzinny i nieletnich (sąd rodzinny),
- pracy (pracy i ubezpieczeń społecznych w sądach rejonowych mieszczących się w miastach będących siedzibami sądów okręgowych, w których utworzono wydziały ubezpieczeń społecznych),
- ksiąg wieczystych,
- gospodarczy (w sądach rejonowych mieszczących się w miastach będących siedzibami sądów okręgowych)

oraz oddziały zajmujące się zagadnieniami administracyjno-gospodarczo-finansowo-kadrowymi. W zależności od wielkości sądu rejonowego tworzone są: Oddział Administracyjny (sekretariat prezesa i dyrektora), Oddział Finansowy, Oddział Gospodarczy, Oddział Kadr, Oddział Informatyczny. W mniejszych sądach, zamiast oddziałów, mogą być tworzone sekcje.
W 2012 r. w Polsce było 321 sądów rejonowych.